# Homesick (Noah Kahan)
Homesick è un singolo del cantautore statunitense Noah Kahan pubblicato in versione solista il 14 ottobre 2022 e in una versione in collaborazione con il cantautore britannico Sam Fender il 19 gennaio 2024. Si tratta del settimo singolo estratto dal terzo album in studio, Stick Season.

## Tracce
1. Homesick (feat. Sam Fender) – 3:14 (Noah Kahan, Sam Fender)

## Classifiche

### Classifiche settimanale
| Classifica (2024) | Posizione massima |
| ----------------- | ----------------- |
| Australia         | 57                |
| Canada            | 64                |
| Irlanda           | 4                 |
| Regno Unito       | 5                 |
| Stati Uniti       | 120               |